# Systemägare
En systemägare har det överordnade ansvaret för administration och drift av ett eller flera datorsystem.
Vanligtvis är det den ytterst ansvariga i en organisation eller del av organisation som är systemägare. Det kan beroende på vilken organisation det handlar om antingen vara en fysisk person eller en styrgrupp som är systemägare.
I stora och medelstora organisationer är ofta den IT ansvarige systemägare för de infrastrukturella datorsystemen, ekonomichefen är systemägare för ekonomisystemet, personalchefen är systemägare för det personaladministrativa systemet, olika produktionschefer är systemägare för respektive produktionssystem och så vidare.
Systemägaren agerar ledningsfunktion över förvaltningen av systemet och ansvarar vanligtvis för
- datorsystemet i dess helhet
- datorsystemets förvaltning (vilket systemförvaltaren svarar för)
- ekonomiska frågor kring datorsystemet
- beslut om nyutveckling, vidareutveckling och avveckling av systemet (efter utredning av systemförvaltaren)
- att supportfunktion finns kring systemet
- att systemet stöder verksamheten
- kontakter och samverkan med företrädare för närliggande system
- upprättande av systembeskrivning